# Стрекаловский, Михаил Михайлович
Михаил Михайлович Стрекаловский (4 февраля 1914 — 29 июня 1989) — советский военнослужащий, участник Великой Отечественной войны, разведчик 120-го стрелкового полка 69-й стрелковой дивизии 1-го Белорусского фронта, рядовой в отставке. Герой Российской Федерации.

## Биография
Родился 4 февраля 1914 года в I Оспёхском наслеге ныне Усть-Алданского улуса Республики Саха (Якутия). После окончания школы работал в органах ЗАГС села Борогонцы.

### Период Великой Отечественной войны
В декабре 1941 года Чурапчинским РВК Якутской АССР был призван в ряды Красной Армии. С 20 марта 1942 года находился в действующей армии, воевал в составе Центрального и 1-го Белорусского фронтов. Участвовал в Курской битве, битве за Днепр, освобождении Белоруссии, Польши, Восточной Пруссии. В боях с немецко-фашистскими захватчиками был ранен четыре раза, в том числе дважды — тяжело.

##### Подвиг
8 сентября 1944 года Михаил Стрекаловский был представлен к званию Героя Советского Союза. Из наградного листа, подписанного командиром 120-го стрелкового полка:

5 сентября 1944 года в боях за овладение плацдармом на западном берегу Нарева у населённого пункта Круче-Борек Варшавского воеводства Пултуского повята первый переправился на западный берег реки и получив задание любой ценой удержаться на занятом рубеже 20 часов находился на самом ответственном участке боя и несмотря на сильный огонь противника огнём своей винтовки отразил все попытки врага уничтожив 19 немецких солдат и ни шагу не отойдя назад.
Когда закончились боеприпасы, отбивался от противника его же ручными гранатами подобранными тут же на поле боя. Был ранен, но не ушел с поля боя и своим героизмом воодушевляя бойцов продолжал отражать атаки. Был ранен вторично во время рукопашной схватки но и потеряв возможность драться с поля боя не ушел и перезаряжал диски своих товарищей.
Своим героизмом обеспечил выполнение задачи поставленной перед батальоном по закреплению крайне важного плацдарма.
Достоин присвоения звания "ГЕРОЙ СОВЕТСКОГО СОЮЗА".

В заключении наградного листа 11 сентября 1944 года была поставлена виза командира 18 стрелкового корпуса, Героя Советского Союза, генерал-майора И. И. Иванова: «Достоин присвоения звания Герой Советского Союза». Но, по неизвестным причинам, в заключении Военного Совета Армии виза от 17 сентября 1944 года «Достоин присвоения звания Герой Советского Союза» позднее (24 сентября) была исправлена на «Наградить орденом Красного Знамени». За подвиг, совершённый на западном берегу Нарева, М. М. Стрекаловский был награждён орденом Красного Знамени.
Бой на берегу Нарева стал последним для рядового Стрекаловского. После госпиталей по состоянию здоровья он был демобилизован из рядов Красной Армии.

### Послевоенный период
Вернувшись на родину, Михаил Михайлович работал бухгалтером, заведующим сберкассой, парторгом совхоза, лесничим. Некоторое время работал в Усть-Алданском райисполкоме Якутской АССР.
Михаил Михайлович Стрекаловский умер 29 июня 1989 года. Похоронен в селе Онёр Усть-Алданского улуса.

##### Герой Российской Федерации
Звание Героя Михаилу Михайловичу было присвоено только спустя полвека, посмертно. Является первым жителем Якутии, которому присвоено звание Героя Российской Федерации.

Указом Президента Российской Федерации № 428 от 27 марта 1996 года за мужество и героизм, проявленные в борьбе с немецко-фашистскими захватчиками в Великой Отечественной войне 1941—1945 годов, Стрекаловскому Михаилу Михайловичу посмертно присвоено звание Героя Российской Федерации.

## Награды и почётные звания
- Орден Красного Знамени (28.09.1944)[4] (первоначально был представлен к званию Героя Советского Союза)
- Орден Отечественной войны 1-й степени (06.04.1985)[5]
- Медали
- Почётный гражданин Онёрского наслега Усть-Алданского улуса[6]

## Память
- Имя Героя Российской Федерации М. М. Стрекаловского присвоено:

Онёрской средней школе Усть-Алданского улуса Республики Саха (Якутия) (1999);
улицам в городе Якутске, селе Борогонцы.
- В селе Борогонцы Усть-Алданского улуса, где много лет жил М. М. Стрекаловский, на Аллее Героев установлен его бюст.
- В феврале 2014 года в селе Онёр состоялось торжественное мероприятие, посвящённое 100-летию Героя.[7]